# Trixie

Exempel på typsnittet Trixie

Trixie, digitalt typsnitt som tecknades 1991 av formgivaren Erik Van Blokland (född i Nederländerna 1967). Typsnittet är skapat för att ge ett naturalistiskt intryck av gammal manuell skrivmaskinsstil. Trixie fick sitt publika genombrott när det användes i logotypen för TV-serien Arkiv X 1993-2002. Under 2000-talet har användandet av Trixie vuxit enormt och idag förekommer typsnittet på ett otal bokomslag och filmaffischer.